# Парламентские выборы в Литве (1936)
Парламентские выборы в Литве 1936 года состоялись 10 июня. Выдвижение кандидатов и голосование проходили в соответствии с новым законом о выборах, утверждённым указом президента А. Смятоны.
Кандидатов могли выдвигать только районные и городские советы, при этом число выдвинутых кандидатов должно было соответствовать числу мандатов в округе. Численность Сейма была сокращена с 85 до 49 депутатов. Все политические партии были запрещены, кроме Союза литовских националистов (таутининки) и его союзников. Националисты заняли 42 места в Сейме, остальные семь мандатов достались молодёжному отделения союза — организации «Молодая Литва» (лит. Jaunoji Lietuva). 11 февраля 1938 года Сейм IV созыва принял новую конституцию, которая укрепила авторитарный режим А. Смятоны. Согласно новой конституции полномочия парламента были существенно сокращены, а полномочия президента наоборот, расширены